# Salvem el món
Salvem el món (també coneguda amb el nom Let's save the world) és una cançó dels grup punk-rock Anonymous i que va representar Andorra al Festival d'Eurovisió 2007. És en català amb fragments en anglès. Va ser la primera cançó que Andorra va portar a Eurovisió que no era monolingüe en català i que no estava interpretada per una cantant femenina.
La cançó tracta de la decepció amb el món, N!ki, el cantant, remarca que "El món està en joc i no fas res", degut al fet que cadascú s'interessa pel seu propi bé i no del bé comú. La cançó proposa que els humans ens unim i pensem com fer les coses perquè el món vagi millor.

## El pas per Eurovisió

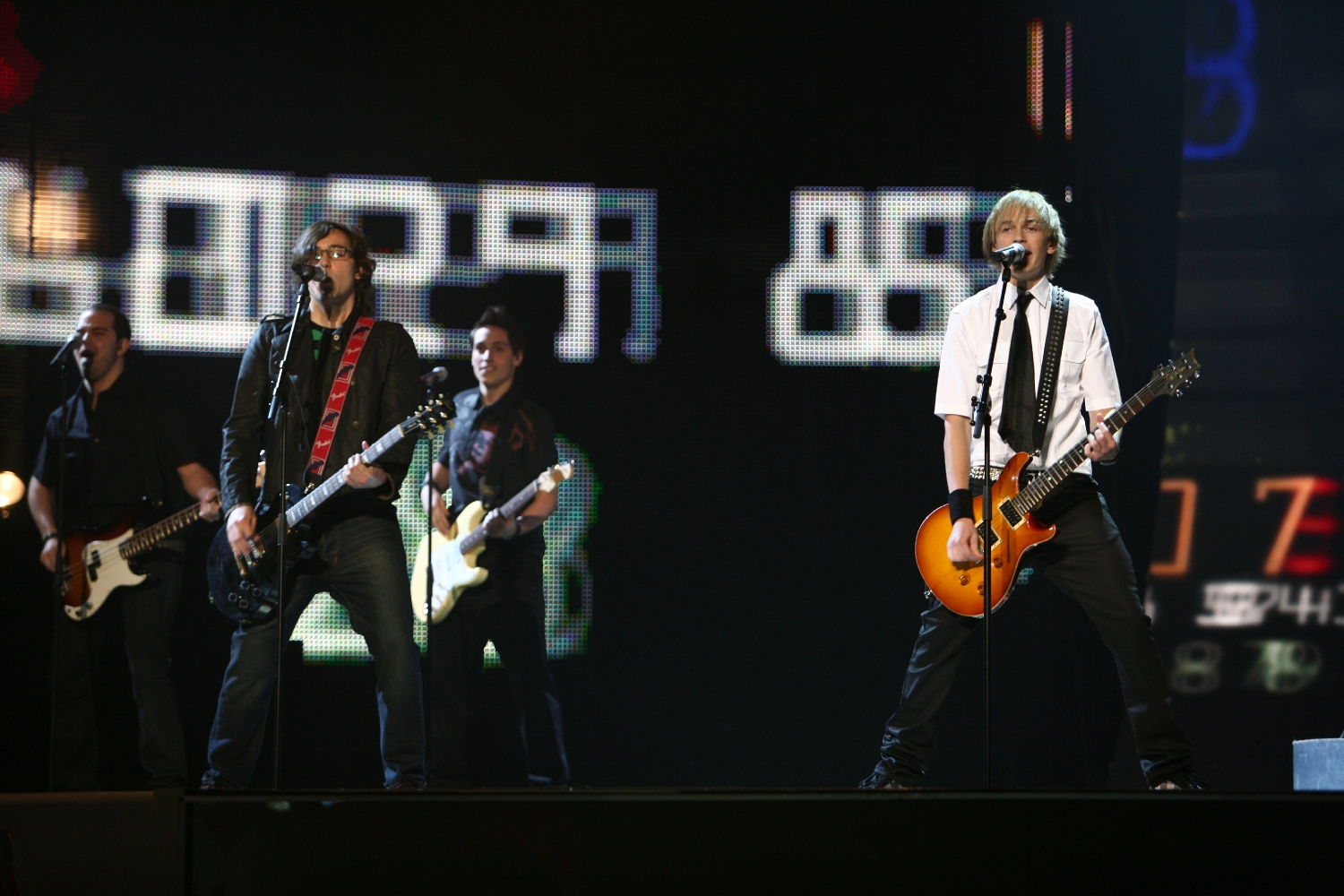
Anonymous interpretant "Salvem el món" al Festival d'Eurovisió 2007.

A les semifinals del Festival d'Eurovisió, N!ki va cridar, en acabar la cançó, "Gràcies! Encara podem canviar el món", en anglès.
La cançó va ser la número 21 en ser interpretada a la semifinal i va quedar en posició 12 de 28, i per dues posicions no va entrar a la final. Tot i això ha estat, fins al moment, la millor posició d'Andorra al festival.
Diverses persones van criticar que Andorra no pogués arribar a la final, dient que al Festival els països es votaven per motius no musicals; a la final es va poder veure un cartell que posava "Where is Andorra?" (en català: "On és Andorra?"), en mostra de la decepció per la no-classificació dels del País dels Pirineus.
Després del festival la cançó va arribar a la tercera posició de les llistes de vendes a Espanya.